# Michaël Llodra
Michaël Llodra (n. 18 mai 1980, Paris, Franța) este un jucător profesionist de tenis francez. 

## Carieră
Llodra s-a născut la Paris. El este fiul unui fost jucător profesionist de fotbal de la Paris Saint-Germain. Jucător de mână stângă, el a câștigat turneul masculin Australian Open la dublu, împreună cu Fabrice Santoro, de două ori. A câștigat și un titlu ATP la simplu în 2004. Stilul său, servă-și-voleu este modelat după cel al idolului său Stefan Edberg.
Llodra și soția lui Camille s-au căsătorit pe 9 septembrie 2003, și au doi copii, o fiică, Manon (născut la 23 martie 2004) și un fiu, Teo (născut la 05 septembrie 2007). El este un suporter bine-cunoscut al clubului de fotbal francez Paris Saint-Germain, și a fost adesea văzut purtând tricoul clubului, înainte de jocuri de tenis.
Llodra a ajuns la prima sa finală de Grand Slam, dublu masculin Australian Open, cu Fabrice Santoro. Nefiind capi de serie la începutul turneului, ei au pierdut la Mark Knowles și Daniel Nestor. În semifinale, Llodra a lovit din greșeală o pasăre.
Llodra a câștigat primul său titlu de Grand Slam, Dublu masculin Australian Open, cu Fabrice Santoro. Adversarii lor din finală au fost din nou Knowles și Nestor.
La câștigarea probei de dublu bărbați din nou pentru a doua oară la Australian Open în 2004, Llodra și partenerul său Fabrice Santoro au ajuns pe prima pagină a ziarelor pentru că și-au dat jos tricourile, pantofii, șosetele și pantalonii scurți. Purtând doar o pereche de chiloți albi, Llodra a aruncat hainele în mulțime, în uralele spectatorilor. 
Ivan Ljubičić și deschis dulapul din vestiar la turneul din Key Biscayne și l-a găsit acolo gol și ghemuit pe Michael Llodra. "Încerc să iau energie pozitivă de la tine. Ai câștigat multe meciuri în acest an" i-a explicat Llodra lui Ljubičić.
La 20 noiembrie 2005, Llodra a făcut echipă cu Fabrice Santoro, un compatriot, și împreună au câștigat Tennis Masters Cup 2005 din Shanghai, o competiție care le-a adunat pe cele mai bune 8 echipe din lume la momentul respectiv.

## Legături externe
- en  Profil la ATP
- en  Profil Arhivat în 20 septembrie 2016, la Wayback Machine. la ITF
- en Michaël Llodra la Olympedia.org